# Al-Qassabin
Al-Qassabin (tiếng Ả Rập: القصابين) là một thị trấn ở phía tây bắc Syria, một phần hành chính của quận Jableh thuộc tỉnh Latakia và nằm ở phía nam Latakia. Các địa phương lân cận bao gồm Ayn al-Sharqiyah và Beit Yashout về phía đông và Siyano, Jableh và Bustan al-Basha về phía tây bắc. Theo Cục Thống kê Trung ương Syria, al-Qassabin có dân số 780 người trong cuộc điều tra dân số năm 2004. Cư dân của nó chủ yếu là Alawites.
Thị trấn đáng chú ý là nơi sinh của nhà thơ Syria Ali Ahmed Said, còn được gọi là Adunis.